# Lainie Kazan
Pour les articles homonymes, voir Kazan (homonymie).
Lainie Kazan, est une 
actrice et chanteuse américaine, née le 15 mai 1940 à Brooklyn (New York).

## Biographie
Lainie Kazan a joué le personnage de tante Frieda dans la série Une nounou d'enfer

## Filmographie

### Cinéma
- 1968 : Dayton's Devils de Jack Shea : Leda Martell
- 1968 : La Femme en ciment (Lady in Cement) de Gordon Douglas : Maria Baretto
- 1971 : Le Roman d'un voleur de chevaux (Romance of a Horsethief) de Abraham Polonsky : Estusha
- 1982 : Coup de cœur (One from the Heart) de Francis Ford Coppola : Maggie
- 1982 : Où est passée mon idole ? (My Favorite Year) de Richard Benjamin : Belle Carroca
- 1985 : Lust in the Dust de Paul Bartel : Marguerita Ventura
- 1985 : Natty Gann (The Journey of Natty Gann) de Jeremy Kagan : Connie
- 1986 : Twisted Sister: Come Out and Play de Marty Callner (film directement sorti en vidéo) : Dame au lunch
- 1986 The Delta Force : Passagère de l'avion au nom de Silvia Goldman.
- 1987 : Bigfoot et les Henderson (Harry and the Hendersons, titre québécois Harry et les Henderson) de William Dear : Irene Moffat
- 1987 : Medium Rare de Paul Madden : Helga Costas
- 1988 : Au fil de la vie (Beaches, titre québécois Entre deux plages) de Garry Marshall : Leona Bloom
- 1989 : Eternity (en) de Steven Paul (en) : Mère / Berneice (non créditée)
- 1989 : L'Arme du clown (en) (Out of the Dark) de Michael Schroeder : Prostituée / Nancy
- 1990 : Eternity (en) de Steven Paul : la mère / Berneice (non créditée)
- 1991 : 29th Street de George Gallo : Mme Pesce
- 1992 : I Don't Buy Kisses Anymore de Robert Marcarelli : Sarah Fishbine
- 1993 : Les Veuves joyeuses (The Cemetery Club) de Bill Duke : Selma
- 1996 : Movies Money Murder de Stephen Eckelberry et Arthur Webb : Sylvia
- 1996 : Love Is All There Is de Joseph Bologna et Renée Taylor : Sadie Capomezzo
- 1996 : L'Associé (The Associate) de Donald Petrie : Cindy Mason
- 1997 : Allie & Me de Michael Rymer : Camille Alexander
- 1998 : Big Hit (The Big Hit) de Kirk Wong : Jeanne Shulman
- 1998 : Permanent Midnight de David Veloz : La mère de Jerry à l'enterrement (non créditée)
- 1998 : The Unknown Cyclist de Bernard Salzmann : Rachel
- 1999 : Kimberly de Frederic Golchan : Hanna
- 2000 : What's Cooking? de Gurinder Chadha : Ruth 'Ruthie' Seelig
- 2000 : Si j'avais su (If You Only Knew) de David Snedeker : Bess
- 2000 : Bruno de Shirley MacLaine : Sœur Mary Shirley
- 2000 : The Crew de Michael Dinner : Pepper Lowenstein
- 2002 : Mariage à la grecque (My Big Fat Greek Wedding) de Joel Zwick : Maria Portokalos
- 2002 : Huit nuits folles d'Adam Sandler (Eight Crazy Nights) de Seth Kearsley : la vieille femme (chant)
- 2003 : A Good Night to Die de Craig Singer : Diane
- 2003 : Amours troubles (Gigli) de Martin Brest : Mère
- 2004 : Red Riding Hood de Randal Kleiser : Grand-mère
- 2005 : Whiskey School de Peter Masterson : Hedy Seligman
- 2007 : Bratz : In-sé-pa-rables ! (Bratz) de Sean McNamara
- 2008 : Beau Jest de James Sherman : Miriam Goldman
- 2008 : Rien que pour vos cheveux (You Don't Mess with the Zohan, titre québécois On ne rigole pas avec le Zohan) de Dennis Dugan : Gail
- 2009 : Oy Vey! My Son Is Gay!! de Evgeny Afineevsky : Shirley Hirsch
- 2010 : Expecting Mary de Dan Gordon (en) : Lillian Littlefeather
- 2012 : Divorce Invitation (en) de S. V. Krishna Reddy : Elaine Lipnicks
- 2013 : Finding Joy de Carlo De Rosa : Gloria
- 2015 : Pixels de Chris Columbus : Mickey Lamonsoff
- 2015 : Pearly Gates de Scott Ehrlich : Millie
- 2016 : Mariage à la grecque 2 de Kirk Jones : Maria Portokalos
- 2017 : Garlic & Gunpowder de B. Harrison Smith : Rose Lusconi, la mère de Sonny
- 2023 : Mariage à la grecque 3 de Nia Vardalos : Maria Portokalos

### Télévision
- 1962 : Car 54, Where Are You? (en) (série TV) : la fille au bar (non créditée)
- 1965 : Ben Casey (série TV) : Della (saison 5, épisode 13)
- 1974 : Dr. Simon Locke (en) (série TV) : Ann Raymond
- 1975 : When Things Were Rotten (série TV) : Tania (saison 1, épisode 12)
- 1976 : Baretta (série TV) : Lottie (saison 2, épisode 15)
- 1977 : Dancing in the Wings de Robert Iscove (téléfilm)
- 1978 : Le Dernier match (A Love Affair: The Eleanor and Lou Gehrig Story) de Fielder Cook (téléfilm) : Sophie Tucker
- 1978 : Columbo (série TV) : Valerie Kirk (saison 7, épisode 3)
- 1979 : L'Ancien Testament (série) : Hagar (saison 2, épisode 2)
- 1980 : Cri d'amour (A Cry for Love) de Paul Wendkos (téléfilm) : Tina Weathersby
- 1983 : Hôtel de Jerry London (série TV) : Fay Wells
- 1983 : Jackie et Sara (série TV) : Mme Garibaldi (saison 3, épisode 22)
- 1983 : Sunset Limousine de Terry Hughes (téléfilm) : Jessie Durning
- 1984 : The Jerk, Too de Michael Schultz (téléfilm) : Joueuse de cartes
- 1984 : Faerie Tale Theatre (série TV) : Sophia, la fée bleue (saison 3, épisode 3 : Pinocchio)
- 1984 : Obsessive Love de Steven Hilliard Stern (téléfilm) : Margaret Chase
- 1985 : ABC Weekend Specials (série TV) : Madame Zola (saison 8, épisode 3)
- 1985-1986 : The Paper Chase (en) (série TV) : Rose Samuels (17 épisodes)
- 1986 : Tough Cookies (série TV) : Rita (6 épisodes)
- 1987 : Karen's Song (série TV) : Claire Steiner (13 épisodes)
- 1987 : Histoires fantastiques (série TV) : Sœur Teresa (saison 2, épisode 17)
- 1987 : Hôtel de Jerry London (série TV) : Beatrice Dolan (saison 5, épisode 6)
- 1987-1988 : Hôpital St Elsewhere (série TV) : Mme Fiscus (3 épisodes)
- 1988 : The Van Dyke Show (en) (série TV) : Bunnie (saison 1, épisode 5)
- 1989 : Hägar the Horrible de Ray Patterson (court métrage) : Helga (voix)
- 1990 : Earthday Birthday de Michael Sporn (téléfilm) (voix)
- 1991 : Beverly Hills 90210 (série TV) : Rose Zuckerman (saison 2, épisode 12)
- 1993 : Les Contes de la crypte (série TV) : Mme Grafungar (saison 5, épisode 5)
- 1994 : Animaniacs (série TV) : Molly (voix) (saison 2, épisode 2)
- 1994 : Arabesque (série TV) : Anna Grimaldi (saison 11, épisode 8)
- 1995 : Courthouse (en) (série TV) : Lila Winkleman (saison 1, épisode 2)
- 1995 : Prince for a Day de Corey Blechman (téléfilm) : Rose
- 1995-1999 : Une nounou d'enfer (The Nanny) de Peter Marc Jacobson et Fran Drescher (série TV) : Tante Freida (4 épisodes)
- 1996 : Life's Work (en)(série TV) : Connie Minardi (saison 1, épisodes 2 et 4)
- 1997 : Les Dessous de Veronica (série TV) : Dottie (saison 1, épisode 8)
- 1998 : Les Anges du bonheur (série TV) : Doris Bernstein (saison 4, épisode 13)
- 1998 : Le Monde merveilleux de Disney (The Wonderful World of Disney) (série TV) : Mme Day (saison 1, épisode 24 : Le Héros de la patrie)
- 1999 : Au service de la loi (To Serve and Protect) (mini-série) : Francesca
- 2001 : La Vie avant tout (série TV) : Mme Biancavilla (saison 1, épisode 17)
- 2001 : Will et Grace (série TV) : Tante Honey (saison 4, épisode 9)
- 2002 : Les Anges du bonheur (série TV) : Tante Meg (saison 8, épisode 16)
- 2003 : Une dernière volonté (Tempted) de Maggie Greenwald (téléfilm) : Julia
- 2003 : My Big Fat Greek Life (en)(série TV) : Maria Portokalos (7 épisodes)
- 2003 : Haine et Passion (série TV) : Shirley Lupo)
- 2005 : The Engagement Ring de Steven Schachter (téléfilm) : Alicia Rosa Anselmi
- 2006 : Du côté de chez Fran (série TV) : Cookie (saison 2, épisode 9)
- 2007 : In the Motherhood (en) (série TV) : Joyce (saison 1, épisodes 1 et 2)
- 2007 : Un gars du Queens (série TV) : Ava St. Clair (saison 9, épisodes 10 et 12)
- 2008 : Boston Justice (série TV) : Juge Paula Stern (saison 5, épisode 3)
- 2008 : Medium Rare (série TV) : Helga Costas (épisode pilote)
- 2010 : Ugly Betty (série TV) : Dina Talercio (saison 4, épisode 15)
- 2010 : Pour le meilleur et le pire (série TV) : Donna (3 épisodes)
- 2010 : Desperate Housewives (série TV) : Maxine Rosen (saison 7, épisodes 1 à 5)
- 2011 : Good Vibes (en) (série TV) : Nachama Fingerman (voix)
- 2012 : Sketchy (série TV) : Ma (saison 1, épisode 22)
- 2013 : Modern Family (série TV) : Eleanor (saison 4, épisode 11)
- 2013 : Jessie (série TV) : Wanda Winkle (saison 2, épisode 22)
- 2013 : Grey's Anatomy (série TV) : C.J. (saison 10, épisode 8)
- 2014 : Cookie Connection (téléfilm) : Mama
- 2014 : RuPaul's Drag Race (Téléréalité) : Elle-même (saison 6, épisode 7)
- 2017 : Unorganized Crime de Nick Vallelonga (téléfilm) : Angela Cicasi
- 2017 : Meet the Biz (Talk-show) : Elle-même
- 2018 : La Fête à la maison : 20 ans après (série TV) : Irma (Saison 4, épisode 6)